# Santa Fe de Nou Mèxic
|  | Aquest article tracta sobre la província de Nova Espanya i més tard de Mèxic. Si cerqueu la capital de l'estat de Nou Mèxic (EUA), vegeu «Santa Fe (Nou Mèxic)». |

Santa Fe de Nou Mèxic (escurçat com a Nou Mèxic) va ser una província de Nova Espanya i més tard de Mèxic que va existir des de finals del segle xvi fins a mitjan segle xix. Estava centrada a la vall superior del riu Grande (riu Bravo del Nord) en una zona que incloïa la major part de l'actual estat dels EUA de Nou Mèxic.
En teoria va tenir fronteres que van variar, estenent-se per l'oest de l'actual estat de Texas, pel sud de Colorado, el sud-oest de Kansas i pel Panhandle d'Oklahoma, encara que els assentaments actuals estaven entorn de Santa Fe. Durant tota la seva existència, excepte en els anys inicials, la seva capital va ser Santa Fe.
La província va ser fundada en 1598 per Juan de Oñate durant la seva expedició cap al nord de la Nova Espanya. Oñate va establir un assentament prop de l'actual Ohkay Owingeh. L'expedició havia estat autoritzada per Felip II d'Espanya. Els espanyols creien que ciutats d'or, com les dels asteques que havien conquistat prèviament, es trobava al nord al territori inexplorat. Oñate va ser incapaç de trobar aquestes ciutats, però no obstant això es va embarcar en la conquesta dels assentaments urbanitzats dels indis pueblo. Més tard es va convertir en el primer governador de la província. Alhora Oñate esperava que la província es convertís en un virregnat separat del de Nova Espanya, però no va tenir èxit. Els espanyols van ser expulsats del territori durant 12 anys després de la revolta Pueblo de 1680, però van tornar en 1692 en la sagnant reocupació de Santa Fe de Diego de Vargas.
La província estava sota la jurisdicció de la Reial Audiència de Guadalajara, amb la supervisió del virrei de Nova Espanya. En 1777 amb la creació de la Comandància General de les Províncies Internes, la província va ser retirada de la competència del virrei i es va col·locar exclusivament sota el Comandant General.
La província es va mantenir sota control espanyol fins a la declaració d'independència de Mèxic en 1821. Sota la Constitució Federal dels Estats Units Mexicans de 1824 es va convertir en Territori de Nou Mèxic, sota administració federal.
La zona de l'antiga província a l'est del riu Granfr va ser reclamada per la República de Texas després de 1836, una demanda que va ser disputada per Mèxic. En 1841, els texans van enviar una expedició, l'expedició Texas Santa Fe, suposadament comercial, però amb l'esperança d'ocupar l'àrea reclamada, però l'expedició va ser capturada per les tropes mexicanes. Els Estats Units van heretar la reclamació no executada de la riba oriental amb l'annexió de Texas. L'Exèrcit dels EUA, sota el comandament de Stephen Kearny va ocupar el territori en 1846 en la intervenció nord-americana a Mèxic i aquest últim va reconèixer la seva derrota i pèrdua davant dels Estats Units en 1848 amb la cessió mexicana.
Texas va continuar reclamant la part oriental, però mai va tenir èxit a establir el control, excepte a El Paso; en el Compromís de 1850 va renunciar a la seva reclamació de les àrees de l'actual Nou Mèxic a canvi de 10 milions de dòlars. En 1849 el president Zachary Taylor va proposar que Nou Mèxic es convertís immediatament en un estat per evitar les polítiques sobre l'esclavitud als territoris, però només es va convertir en estat el gener de 1912.